# Kleinkötz
Kleinkötz ist ein Gemeindeteil der Gemeinde Kötz und eine Gemarkung im schwäbischen Landkreis Günzburg (Bayern).

## Lage
Das Pfarrdorf Kleinkötz liegt am östlichen Talhang der Günz. Die Gemarkung Kleinkötz hat eine Fläche von 508,97 Hektar und liegt vollständig im Gemeindegebiet von Kötz. Einziger Gemeindeteil auf ihr ist Kleinkötz.

## Namensherkunft
Für die Herkunft des Ortsnamens Kötz gibt es bisher vier mögliche Erklärungen:
Reinhard H. Seitz leitet die Herkunft des Flussnamens Kötz in der Ortschronik aus dem vordeutschen (römisch-keltischen bzw. indogermanischen) Wort *Cattja mit der Bedeutung „Wildkatzengewässer“ ab. Der Ort wäre demnach nach dem Flüsschen benannt worden.
Der zweite Erklärungsversuch stammt von Wolf-Armin Freiherr von Reitzenstein – dieser führt den Ortsnamen auf eine römische Villa rustica namens *Catianum (Landgut des Catius) zurück. Demnach wäre der Gewässername vom Ortsnamen abgeleitet.
Der Regensburger Linguist Albrecht Greule stellt gleich zwei mögliche Erklärungen für den Ortsnamen zur Diskussion: zum einen eine Deutung aus der germanischen Sprache mit *Kat als ursprüngliche Form des Namens – was „gewinkelte Bachkrümmung“ bedeuten würde – zum anderen eine indogermanische Herkunft aus dem erschlossenen Wort *Kat bzw. *Kataro (Graben, Bach, Wassergraben). er geht dabei davon aus, dass der Name des Ortes auf das Gewässer übertragen wurde.

## Erste schriftliche Erwähnungen
Die ersten schriftlichen Erwähnungen fanden statt:
- um 1130 (?) schenken Dietricus und Hermannus von Baumburg einen Hof zu Kezzi an das Kloster Ursberg;
- 1146 wird im Traditionsbuch von St. Ulrich und Afra ein Orthlieb de Kezzen viermal als Zeuge von Schenkungen benannt (in den Urkunden tauchen unterschiedliche Schreibweisen auf: „de Kezzen“, „de Kezze“, „de Chezze“);
- um 1150/60 schenken nach dem Traditionsbuch des Klosters Wettenhausen Hartmannus und seine Söhne Rudolphus und Siboto de Köz dem Kloster einen Hof in Prementhal; einige Jahre später übergeben die beiden Söhne nochmals einen Hof in Arbenhouen an die Abtei;
- 1298 bestätigt Papst Bonifaz VIII. dem Kloster Neresheim Besitz in Kezze maiore et Kezze minore – die erste urkundliche Unterscheidung zwischen Groß- und Kleinkötz.

## Geschichte

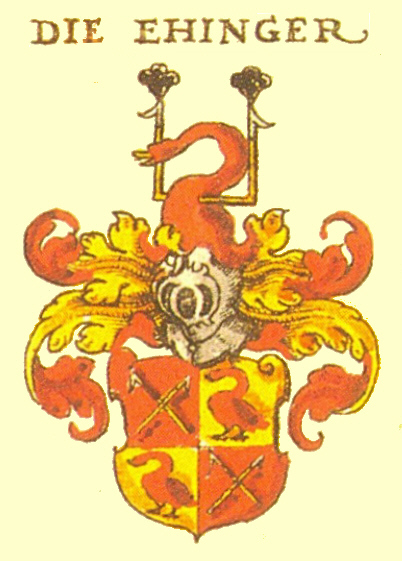
Das Wappen der Familie Ehinger. Die Schürhaken sind dem Wappen der Herren de Kezze entnommen, der Schwan wurde ins Wappen der Gemeinde Kötz übernommen

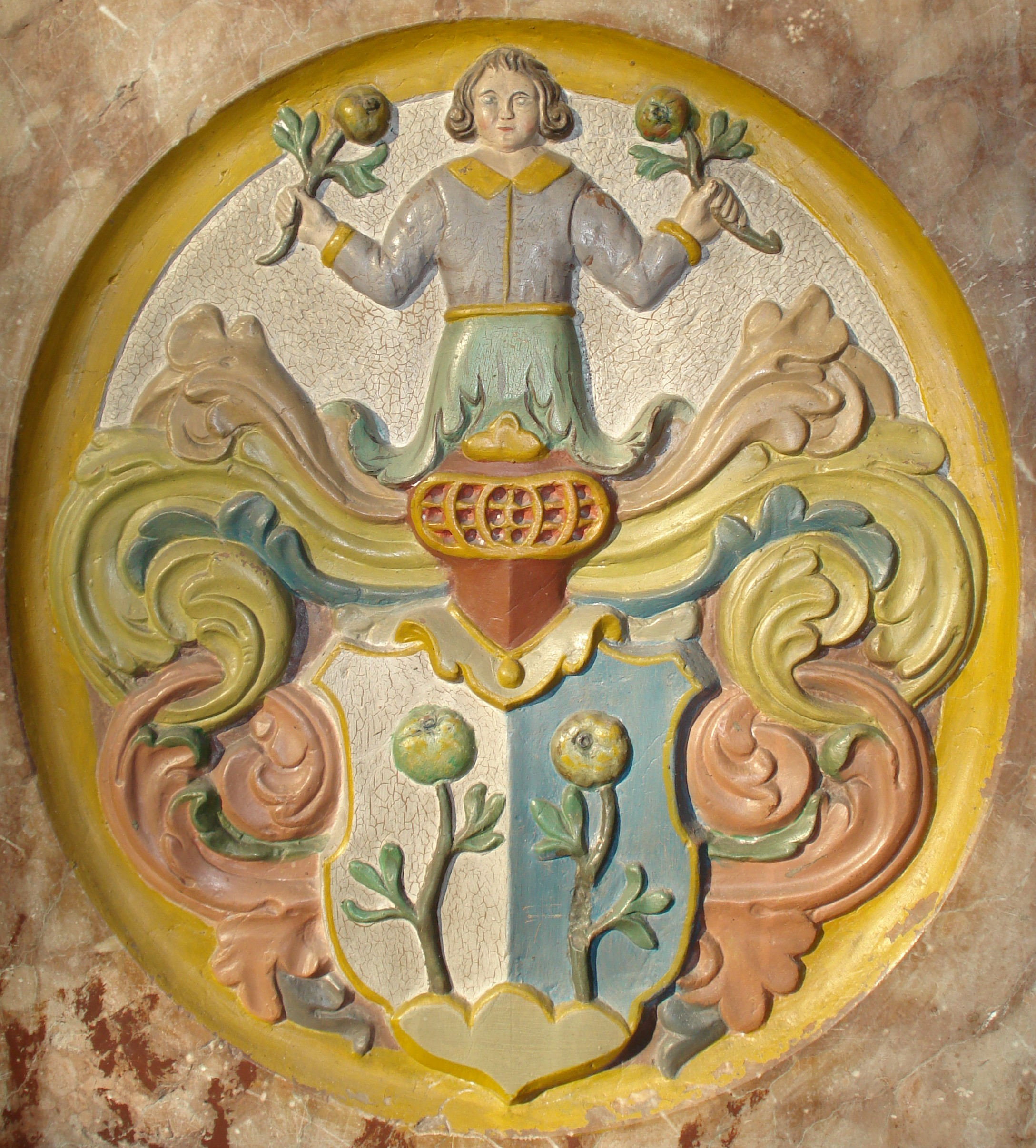
Wappen der Patrizierfamilie Holzapfel in der Kirche St. Nikolaus

Bereits für die Bronzezeit, um 1800 v. Chr., finden sich archäologische Belege für eine Besiedlung der Kleinkötzer Flur. Die Hallstattkultur hat ebenfalls Spuren hinterlassen. Es finden sich mehrere Dutzend Grabhügel. In die Latènezeit weisen weitere Siedlungsspuren und eine Viereckschanze der keltischen Vindeliker. Die Kontinuität der Besiedlung in römischer Zeit (15 v. Chr. bis ca. 500 n. Chr.) ist nicht archäologisch nachgewiesen. In der Zeit der Völkerwanderung verliert sich die Spur menschlicher Besiedlung bis auf Einzelfunde wie z. B. eine ostgotische Goldmünze.
Geländegegebenheiten und alte Kataster weisen auf eine fränkische Heerstraße hin. Auch das Patrozinium der Kleinkötzer Kirche, Sankt Nikolaus (der Patron der Händler, Fuhrleute und Reisenden), spricht für die Annahme einer bedeutenden Straßenverbindung. Diese Straße blieb die Hauptroute zwischen Ulm und Augsburg, bis Kaiserin Maria Theresia im 18. Jahrhundert den Straßenverlauf nach Günzburg verlegen ließ. Ein Widumhof deutet auf eine bereits früh vorhandene örtliche Pfarrei hin.
Das Dorf ist im frühen Mittelalter aus mehreren Siedlungen zusammengewachsen. Einer der Teile wird unter dem Namen Horbach in Urkunden als Besitz des Klosters Fulda erwähnt (vermutlich im Bereich der keltischen Viereckschanze auf der Flur „Am Firmet“ oder „Am Schnierbach“). Unter dem Namen Ysenbronnen (Eisenbrunn) oder auch Musobrunnen wird in Urkunden ein weiterer Ort erwähnt, er lag vermutlich im Bereich der Fluren „Eisenbühl“ bzw. „In der Kammer“. Der letztendlich namensgebende Teil Kleinkötz könnte zur Unterscheidung der verschiedenen Besitzungen der adligen Familie de Kezze entsprechend benannt worden sein.
Die erste urkundliche Erwähnung fällt in das 12. Jahrhundert. Kleinkötz teilte das Schicksal vieler Dörfer im Mittelalter. Oftmals wechselten die Besitzer, mehrmals war der Ort unter verschiedenen Lehnsherrn aufgeteilt, die Zeiten waren unruhig. Im Städtekrieg wurde das Dorf von bayerischen Truppen niedergebrannt, da es seinerzeit der aus der kriegsbeteiligten Reichsstadt Ulm stammenden Patrizierfamilie Ehinger gehörte. Im Bauernkrieg wurde das Schloss von marodierenden Bauern zerstört, über 100 Bauern aus Klein- und Großkötz beteiligten sich an dem fehlgeschlagenen Aufstand.
Der Dreißigjährige Krieg brachte dem Ort schwere Verluste. Starben in normalen Jahren bis zu 3 Personen, fielen dem Krieg im Jahr 1633 28 Personen und im Jahr 1634 59 Personen zum Opfer. 1635 brannte der Ort vollständig nieder. 1638 gelangte der größte Teil des Ortes in den Lehnsbesitz der Augsburger Patrizierfamilie Holzapfel von Herxheim (einen kleineren Teil erwarb das Kloster Wettenhausen, die Landesherrschaft für das gesamte Dorf allerdings lag bei den Markgrafen von Burgau und somit beim Hause Habsburg). Bei der Ankunft des Dr. Johann Jacob von Holzapfel in Kleinkötz schrieb er: „In Kleinkötz angekommen und den Ort fast verödet gefunden; als einzige Bewohnerin beherbergte das Schloss nur noch eine alte Frau namens Barbara Stählin“.
Unter der Herrschaft der Holzapfel, deren Mitglieder unter anderem zeitweise Stadtpfleger in Augsburg und Statthalter des Königs von Spanien in Apulien und Kalabrien waren, begann der Wiederaufbau. Vor allem aus Südtirol kamen Einwandererfamilien ins Dorf, so 1664 mehrere Familien mitsamt Pfarrer Silvester Huber aus Meran. 1692 bis 1711 wurde die Kirche neu errichtet. Im Spanischen Erbfolgekrieg stoppte der Bau allerdings, denn der Bauherr wurde als Geisel der Bayern in München festgehalten. 1711 erfolgte der Umbau der mittelalterlichen Wasserburg zu einem barocken Schloss. 1803 kam Kleinkötz im Zuge des Reichsdeputationshauptschlusses an Bayern und teilte seitdem dessen Schicksal. 1892 erhielt Kleinkötz eine Station an der Mittelschwabenbahn. Am 1. Juli 1972 schlossen sich die Gemeinden Großkötz und Kleinkötz zur neuen Gemeinde Kötz zusammen.

### Einwohnerzahlen
| Jahr | Einwohner             | Quelle                                                           |
| ---- | --------------------- | ---------------------------------------------------------------- |
| 1500 | 130 (26 Feuerstätten) | Meldungen zum Feuerstattguldenregister der Markgrafschaft Burgau |
| 1762 | 199 (32 Feuerstätten) | Diözesanbeschreibung des Bistums Augsburg                        |
| 1811 | 234 (49 Feuerstätten) | Montgelas’sche Bestandsaufnahme des Königreichs Bayern           |
| 1815 | 241                   | [ 9 ]                                                            |
| 1823 | 230                   | [ 10 ]                                                           |
| 1840 | 246                   | [ 11 ]                                                           |
| 1880 | 273                   | [ 11 ]                                                           |
| 1919 | 316                   | [ 11 ]                                                           |
| 1939 | 396                   | [ 11 ]                                                           |
| 1946 | 604                   | [ 11 ]                                                           |
| 1950 | 588                   | [ 11 ]                                                           |
| 1970 | 777                   | [ 12 ]                                                           |
| 1987 | 896                   | [ 13 ]                                                           |
| 1993 | 1007                  | Bayerisches Statistisches Landesamt                              |

### Bürgermeister der Gemeinde Kleinkötz
| Name                                       | Amtszeit  |
| ------------------------------------------ | --------- |
| Joseph Zahler und Martin Schweinhuber      | 1805–1807 |
| Martin Schweinhuber und Christian Pröbstle | 1807      |
| Christian Pröbstle und Aloys Botzenhard    | 1807–1808 |
| Aloys Botzenhard und Veit Weyermann        | 1808–1809 |
| Veit Weyermann und Leonhard Gnant          | 1809–1810 |
| Leonhard Gnant                             | 1810–1811 |
| Martin Schweinhuber                        | 1812–1813 |
| Martin Schweinhuber und Philipp Ritter     | 1813–1814 |
| Philipp Ritter und Joseph Zahler           | 1814–1816 |
| Aloys Botzenhard und Martin Schweinhuber   | 1816–1818 |
| Nepomuk Pröbstle                           | 1818–1825 |
| Andreas Ackermann                          | 1826–1847 |
| Nepomuk Pröbstle                           | 1848–1853 |
| Anton Ackermann                            | 1854–1860 |
| Franz Joseph Berchthold                    | 1860–1863 |
| Anton Ackermann                            | 1863–1877 |
| Anton Fritz                                | 1877–1882 |
| Anton Geiger                               | 1882–1901 |
| Josef Berchthold                           | 1901–1912 |
| Anton Mayer                                | 1912–1933 |
| Karl Ritter                                | 1933–1945 |
| Albert Schöffel                            | 1945–1972 |

## Sehenswürdigkeiten

Schloss Kleinkötz

Sehenswürdig sind die von Valerian Brenner von 1692 bis 1711 erbaute römisch-katholische Kirche Sankt Nikolaus mit ihrer originalen Barockausstattung und das 1711 erbaute Wasserschloss. Direkt nördlich von Kleinkötz, auf dem Gelände der ehemaligen MUNA Kleinkötz, befindet sich das Legoland Deutschland Resort.

## Baudenkmale
Drei Objekte in Kleinkötz stehen als Baudenkmale unter Schutz: Das Gasthaus „Adler“, die Pfarrkirche „St. Nikolaus“ sowie das Wasserschloss.
Siehe auch: Liste der Baudenkmäler in Kleinkötz

## Persönlichkeiten
Um 1470 wurde in Kleinkötz der reformatorische Prediger und Autor Johann Eberlin von Günzburg geboren. Als Schullehrer in Kleinkötz wirkte von 1872 bis 1875 der spätere Komponist Cyrill Kistler.